# دائرة نامور
دائرة نامور  هي دائرة إدارية في بلجيكا، تتبع مقاطعة نامور.

## التقسيمات الإدارية
- Andenne [الإنجليزية]‏
- Assesse [الإنجليزية]‏
- Fernelmont [الإنجليزية]‏
- Floreffe [الإنجليزية]‏
- Fosses-la-Ville [الإنجليزية]‏
- Gembloux [الإنجليزية]‏
- Gesves [الإنجليزية]‏
- Jemeppe-sur-Sambre [الإنجليزية]‏
- La Bruyère, Belgium [الإنجليزية]‏
- Mettet [الإنجليزية]‏
- نامور
- Ohey [الإنجليزية]‏
- Profondeville [الإنجليزية]‏
- Sambreville [الإنجليزية]‏
- Sombreffe [الإنجليزية]‏
- Éghezée [الإنجليزية]‏.